# Sourav Ganguly
Sourav Chandidas Ganguly (* 8. Juli 1972 in Kalkutta) ist ein ehemaliger indischer Cricketspieler.

## Karriere
Sourav Ganguly bestritt zwischen Juni 1996 und November 2008 113 Tests für Indien, bei denen er insgesamt 7212 Runs (42,17 Runs pro Wicket) erzielte. Er war zwischen 2000 und 2005 bei 49 Einsätzen Kapitän des indischen Testteams. Von diesen 49 Tests konnte das indische Team 21 gewinnen. Kein anderer indischer Testkapitän hatte mehr Einsätze und mehr Siege als Ganguly. Zudem bestritt Sourav Ganguly für Indien 311 One-Day International Cricket Matches (ODIs). Hier erzielte er 11.363 Runs (41,02 Runs pro Wicket). Damit war er nach Sachin Tendulkar der zweite Inder, der mindestens 10.000 Runs bei ODI Matches erzielen konnte. Außerdem nahm Sourav Ganguly an drei Cricket-Weltmeisterschaften (1999, 2003 und 2007) teil.